# Алексі Лалас
Панайо́тіс Алекса́ндер «Але́ксі» Лала́с (англ. Panayotis Alexander «Alexi» Lalas; народився 1 червня 1970; Бірмінгем, Мічиган, США) — американський футболіст грецького походження, півзахисник. Лалас захищав кольори національної збірної США, у складі якої брав участь у чемпіонаті світу 1994 року. Виступав за команди «Падова», «Нью-Інгленд Революшн», «Емелек», «Нью-Йорк/Нью-Джерсі МетроСтарз», «Канзас-Сіті Візердз» та «Лос-Анджелес Гелексі». Лалас став першим американцем, який зіграв у Серії А.
У 2006 році Лалас був обраний до Національної зали слави футболу. Сьогодні Лалас працює спортивним оглядачем на телеканалах ESPN та ABC Sports.

## Особисте життя
Панайотіс Александер Лалас народився у сім'ї грека Деметріуса Лаласа, професора і директора Грецької національної обсерваторії та американки Енн Гардінг Вудворт, письменниці і потеси. Брат Алексі, Грег Лалас, також колишній професіональний футболіст, виступав у МЛС, і зараз працює спортивним коментатором у клубі «Нью-Інгленд Революшн».
Лалас почав займатися футболом, коли навчався у старших класах школи Кренбук Кінгсвуд. На випускному курсі Лалас був визнаний найкращим гравцем року у Мічигані серед футболістів підготовчих класів. Протей він займався не тільки футболом; Лалас був зіркою у шкільній хокейній команді і виграв з командою чемпіонат середньої школи штату Мічиган.

## Клубна кар'єра

### Юнацькі роки
Лалас відвідував середню школу Кренбрук Кінгсвуд у містечку Блумфілд-Гіллс, Мічиган. У 1987 році він був названий найкращим футболістом року у своїй школі. Також Лалас був капітаном шкільної команди з хокею, і у складі якою став чемпіоном штату.
Лалас навчався в Університеті Ратджерса і грав за університетську футбольну команду у період з 1988 по 1991 роки. Протягом чотирьох сеозонів у Ратджерсі, йому вдалося вийти із командою «Ратджерс Скарлет Найтс» до Фіналу Чотирьох та до фіналу NCAA у 1990 році.

### «Падова»
Після завершення чемпіонату світу 1994 Лалас підписав контракт з клубом Серії А «Падова» із міста Падуя. У сезоні 1994—1995 Лалас провів 33 матчі і відзначився 2 голами (один з яких «Мілану»), проте його команда фінішувала у чемпіонаті на 14 місці. Лалас став першим американським футболістом у новітній історії Серії А. 10 червня 1995 року, «Падова», вигравши матч плей-оф, здобула право залишитися у Серії А. Проте вже 25 червня того ж року керівництво МЛС підписало контракт із Лаласом, за умовами якого, він мав грати за одну із команд новоствореної ліги. Але зважаючи на фінансові труднощі ліги, дебютний сезон був перенесений на 1996 рік. Але щоб надати Лаласу ігрової практики керівництво МЛС віддало захисника в оренду до «Падови» терміном на один рік. Сезон 1995—1996 Лалас провів в італійській команді, за яку зіграв 13 матчів. Свій останній матч за «Падову» провів 25 лютого 1996 року у домашній зустрічі проти «Лаціо».

### МЛС
Перед початком першого драфту МЛС у лютому 1996 року, ліга розподілила найкращих гравців між 10 командам ліги. Тому Лалас дістався команді був клуб «Нью-Інгленд Революшн» із міста Фоксборо. Лалас був основним гравцем в обороні «Революшн» у сезонах 1996 і 1997. У листопаді 1997 року «Революшн» віддав Лаласа в оренду терміном в один місяць до клубу «Емелек» з Першого дивізіону Еквадору. І повернувшись до «Революшн» у грідні місяці, вже 4 лютого 1998 року Лалас був обміняний до «МетроСтарз». Провівши за «МетроСтарз» наступний сезон, а 28 січня 1999 року Лалас і його одноклубник Тоні Меола були обміняні до «Канзас-Сіті Візардз» на Марка Чанга і Майка Еммена. За «Візардз» Лалас провів лише один сезон, після чого 10 жовтня 1999 року оголосив про завершення кар'єри гравця. Після річної перерви він знов вирішив повернутися до футболу і 14 січня 2001 року підписав контракт із «Лос-Анджелес Гелаксі». Лалас провів ще три сезони в МЛС і вже остаточно оголосив про завершення кар'єри 12 січня 2004 року.

## Кар'єра в збірній
У складі національної збірної США Лалас виступав у період з 1991 по 1998 роки і зіграв у 96 матчах і відзначився 9 голами. Дебютував у збірній 12 березня 1991 року проти Мексики у рамках турніру НКАФ; матч завршився у нічию 2:2. Вдруге одягнув форму збірної 4 дні потому у матчі проти Канади, у якому збірна США здобула перемогу із рахунком 2:0. Попри те, що у перших двох іграх Лалас виходив у стартовому складі, наступний свій матч зіграв лише 30 січня 1993 проти Данії, вийшовши на заміну замість Фернандо Клавіхо; матч завершився у нічию 2:2. У наступному матчі 23 березня 1993 року Лалас вже вийшов із перших хвилин на гру проти Еквадору, а у зустрчі була зафіксована нічия 2:2. Хоч і Лалас став постійно викликатися до лав національної збірної у 1993 році, йому так і невдалося здобути місце в основному складі команди у 1994 році. А вже на домашньому мундіалі — чемпіонаті світу 1994, Лалас відіграв у стартовому складі усі 4 матчі свої збірної без замін. По заврешені чемпіонату Лалас був названий одним із найкращих у свої команді.

## Досягнення

### Командні досягнення
«Лос-Анджелес Гелаксі»
- - Відкритий кубок Ламара Ханта: 2001
  - Кубок МЛС: 2002
  - MLS Supporter's Shield: 2002

«Ратджерс»
- - Трофей Германна: 1991
  - Гравець року спортивних клубів Міссурі: 1991

Збірна США
- Переможець Панамериканських ігор: 1991
- Срібний призер Золотого кубка КОНКАКАФ: 1993, 1998
- Бронзовий призер Золотого кубка КОНКАКАФ: 1996

### Особисті досягнення
- Гравець року Honda: 1995
- Футболіст року в США: 1995
- Найкращі XI МЛС: 2002